# Acacia boliviana
Acacia boliviana är en ärtväxtart som beskrevs av Henry Hurd Rusby. Acacia boliviana ingår i släktet akacior, och familjen ärtväxter. Inga underarter finns listade i Catalogue of Life.